# 탐정학원 Q
탐정학원 Q(일본어: 探偵学園Q)는 전설적인 명탐정 단 모리히코가 운영하는 DDS 학원에서 "Q클래스"에 입학한 5명의 주인공들이 펼쳐나가는 학원 추리 만화이다. 아마기 세이마루(天樹征丸)가 원작, 사토 후미야(さとうふみや)가 그림을 담당하고 있다.

## 개요
소년탐정 김전일 시즌 1 완결 후, 반 년 만에 발표된 신작이다. 고단샤의 일본 만화 잡지 주간 소년 매거진에서 2001년 25호부터 2005년 34호까지 연재되었다. 단행본은 전 22권이 발매가 되었으며, 2007년 드라마 방송에 맞추어 2007년 30호부터 38호까지 몇년 후를 그린 최종스토리를 연재하였고, "탐정학원Q 프리미엄"이란 이름으로 단행본을 출시했다.

## 줄거리
줄거리는 원작 기준이다.
큐는 어릴 적에 유괴당했을 때 도와준 탐정 아저씨처럼 되고 싶은 마음에 "세계 제일의 명탐정"을 목표로 하고 있다. 그 꿈을 실현하기 위해, 전설의 명탐정 단 모리히코가 운영하는 탐정 양성 학교, 통칭 DDS에 입학하여 단이 있는 경시청 특별 공인 탐정 칭호의 계승 자격이 주어진 클래스, 통칭 Q(Qualified 퀼리파이드) 클래스의 일원이 된다. 이후, 큐와 같이 Q 클래스 멤버인 미나미 메구미, 아마쿠사 류, 나루사와 카즈마, 토야마 킨타로과 때로는 경쟁, 때로는 협력하면서 단 모리히코의 후계자를 목표로 사건을 해결한다.
하지만 잠시 후 한때 단 모리히코가 하반신 장애와 조수의 죽음을 대가로 파괴에 몰아넣은 범죄 집단 "명왕성"이 다시 활동을 시작, Q 클래스가 명왕성의 악의에 휘말리게 된다. 류는 할아버지가 명왕성의 수령, 킹 하데스라는 것을 알고 고뇌한다. 그리고 큐는 그런 류의 고뇌와 탐정 아저씨가 명왕성과 전투에서 목숨을 잃기 전 단 모리히코의 조수로 있었다는 것을 알고 명왕성에 지지 않는다는 뜻을 굳건히 하게 된다.

## 사건 목록

### 만화(단행본)
모든 원작은 아기 다다시, 작화는 사토 후미야에 이어, 고단샤의 〈고단샤의 코믹스〉 레이블에서 발행되고있다.
- 『탐정학원Q』(전 22권 - 일본)
  1. 2001년 9월 17일 초반 발행, ISBN 4-06-313024-X
  2. 2001년 10월 17일 초반 발행, ISBN 4-06-313033-9
  3. 2001년 12월 17일 초반 발행, ISBN 4-06-313056-8
  4. 2002년 3월 15일 초반 발행, ISBN 4-06-313088-6
  5. 2002년 5월 17일 초반 발행, ISBN 4-06-363109-5
  6. 2002년 8월 16일 초반 발행, ISBN 4-06-363138-9
  7. 2002년 10월 17일 초반 발행, ISBN 4-06-363155-9
  8. 2003년 1월 17일 초반 발행, ISBN 4-06-363109-6 {{isbn}}의 변수 오류: 유효하지 않은 ISBN.
  9. 2003년 3월 17일 초반 발행, ISBN 4-06-363217-2
  10. 2003년 4월 17일 초반 발행, ISBN 4-06-363328-4
  11. 2003년 6월 17일 초반 발행, ISBN 4-06-363254-7
  12. 2003년 9월 17일 초반 발행, ISBN 4-06-363293-8
  13. 2003년 11월 17일 초반 발행, ISBN 4-06-363314-4
  14. 2004년 1월 16일 초반 발행, ISBN 4-06-363327-6
  15. 2004년 3월 17일 초반 발행, ISBN 4-06-363354-3
  16. 2004년 6월 17일 초반 발행, ISBN 4-06-363390-X
  17. 2004년 9월 17일 초반 발행, ISBN 4-06-363425-6
  18. 2004년 12월 17일 초반 발행, ISBN 4-06-363462-0
  19. 2005년 3월 17일 초반 발행, ISBN 4-06-363503-1
  20. 2005년 5월 17일 초반 발행, ISBN 4-06-363527-9
  21. 2005년 7월 15일 초반 발행, ISBN 4-06-363553-8
  22. 2005년 10월 17일 초반 발행, ISBN 4-06-363585-6
- 『탐정학원 Q 프리미엄』 2007년 9월 6일 초반 발행, ISBN 978-4-06-363880-6

### 애니메이션
- 총 45화 완결 (한국어판 및 일본어판 동일)
- 국내에서는 2004년~2006년 '투니버스', 2006년~현재 애니맥스, 2013년 재능TV를 통해 방영.
- 일본에서는 2003~2004년 TBS계열을 통해 방영.

### 실사 드라마
| 각 화  | 방송일          | 서브 타이틀                                                   | 서브 타이틀 (원제)                            | 시청률 |
| ------ | --------------- | ------------------------------------------------------------- | --------------------------------------------- | ------ |
| 제1화  | 2007년 7월 3일  | 실전 시작! 전률의 살인 예고!! 사라진 사체의 수수께끼를 쫓아라 | 実戦開始! 戦慄の死の予言!! 死体消滅の謎を追え | 12.4%  |
| 제2화  | 2007년 7월 10일 | 신의 메일? 기억 소멸의 수수께끼!!                             | 神のメール? 記憶消失の謎!!                    | 10.9%  |
| 제3화  | 2007년 7월 17일 | 작은 사랑에 마수의 손이 다가온다!                             | 小さな恋に魔の手が迫る!                       | 12.1%  |
| 제4화  | 2007년 7월 24일 | 인터넷의 공포에서 메구를 구하라                               | ネットの恐怖からメグを救え                    | 10.3%  |
| 제5화  | 2007년 7월 31일 | 인터넷의 사랑! 엇갈린 비극                                    | ネットの恋! すれ違いの悲劇                    | 11.9%  |
| 제6화  | 2007년 8월 7일  | 우정 결렬? 밝혀진 비밀!!                                      | 友情決裂? 明かされた秘密!!                    | 9.6%   |
| 제7화  | 2007년 8월 14일 | 아버지와의 싸움! 나는 친구를 구한다                           | 父との戦い! 俺は友達を救う                    | 10.3%  |
| 제8화  | 2007년 8월 21일 | 안녕이라고 말하지마!                                          | さよならなんて言わせない!                     | 10.4%  |
| 제9화  | 2007년 8월 28일 | 아버지와 친구가 가르쳐준 것                                   | 父と仲間が教えてくれたこと                    | 12.2%  |
| 제10화 | 2007년 9월 4일  | 마지막 대결! 전쟁의 막이 오른다                               | 最終決戦! 戦いの幕が上がる                    | 10.6%  |
| 최종화 | 2007년 9월 11일 | 마지막 약속에 담은 생각                                       | 最後の約束に込めた想い!                       | 11.7%  |

평균시청률 11.1% 시청률은 간토 지방·비디오 리서치 조사

## 등장인물
()는 성우진이며, 왼쪽은 원판 성우진, 오른쪽은 한국어판 성우진이다.

### A클래스학생(Q클래스의라이벌)
- 유키히라사쿠라코(리더) - DDS A 클래스 리더인 여학생으로 추리 소설가로 활동하고 있다. 단모리히코의 조카이며 Q 클래스에 들어가길 희망하고 있다. 한때 단의 조카라는 이유로 명왕성 집단에 의해 납치되어 죽을 뻔도 했으나 Q 클래스의 도움으로 구조되었다. 성우는 유키노 사츠키 / 이용신
- 고다코스케(서브리더) - DDS A 클래스 서브리더인 남학생으로 수학에 능한 천재이며 수학 올림픽 입상자이기도 하다. 성우는 치바 스스무 / 신용우
- 시라미네하야토 - DDS A 클래스 소속 남학생. 아버지가 세계적인 마술사로 자신 역시 마술을 배운 신동이기도 하다. 성우는 카츠라기 미사노리 / 정명준
- 시시도다케시 - DDS A 클래스 학생으로 하버드 대학교에서 범죄심리학을 연구하여 박사 학위를 받았다. 성우는 쿠리야마 코이치 / 김기흥
- 토야쿠니코 - DDS A 클래스 여학생. 본래는 메구미와 류가 밀파되었던 시부사와 고등학교에 다녔던 여고생으로 류와 메구미를 같은 고등학생으로 인식하면서 처음 만났다.(류와 메구미는 중3이었다. 프리미엄 편부터 고등학생으로 진학) 성격이 소심하여서 선뜻 나서지 못하는 성격으로 평소에는 안경을 쓰고 단발머리를 하였던 수수하고 평범한 성격이었으나 나중에 DDS로 편입하게 되었을 때 의외로 노랗게 염색한 머리에 노출이 심한 상의와 청바지를 입고 안경을 벗은 맨 얼굴의 파격적인 스타일로 다시 등장하였다. 그렇지만 소심한 성격은 고쳐지지 못하고 있는듯하다. 이후에 미녀 삼총사 편에서 메구미, 사쿠라코와 함께 치한 검거에 나선다. 성우는 카네다 토모코 / 류점희
- 키리유우콘 - DDS A 클래스 학생. Q 클래스의 최연장자 킨타로와는 친구지간이다. 서룡관 사건 이후 DDS에 편입한다.

### B클래스학생
- 사부로마루유타카 - DDS B 클래스 학생으로 Q 클래스의 메구미와 함께 능력개발연구소를 다녔던 동경대생이다. DDS에 보결로 입학하게 되었으며 B 클래스에 속하게 되었다. 성우는 토비타 노부오 / 최재익
- 치카마츠스미레 - Q 클래스의 최연장자 킨타로의 소꿉친구로 닌자 복장을 하며 닌자 역할도 한다. 서룡관 사건 이후 우콘과 함께 DDS에 편입한다.

### 명왕성(렌죠큐와 아마쿠사류의 라이벌)
- 킹하데스(본명:코우오토시히코) - 명왕성의 수장으로 아마쿠사 류의 친조부이기도 하다. 얼굴에 흉터자국이 선명히 나있으며 메구미가 이것을 기억하고 있었는데 그가 이것을 지워버리게 되면서 기억하지 못하였다가 단이 메구미의 기억을 되찾아주면서 기억을 하게 되었다. 단 모리히코와는 중학교 시절 동창이자 숙적지간이며 DDS에 맞서기 위해 암흑조직 명왕성을 창설하여 수장으로서 단과 적대관계를 맺고있고 DDS를 와해시키기 위해 자신의 손자인 류를 탐정지망생으로 위장하여 밀파시키기도 하였다. 성우는 나야 고로 / 이호인
- Sir카론 - 명왕성 소속이자 킹 하데스의 심복. 실질적으로 명왕성 집단을 이끌고 있으며 렌죠 사토루를 죽음으로 몰아넣은 장본인이기도 하다.
- 케르베로스 - 명왕성 소속의 청년으로 킹 하데스로부터 최면술 교육을 받아 최면술에 능하며 변장술에 능한 나나미 코타로와 라이벌 지간이기도 하다. 성우는 미도리카와 히카루 / 정승욱
- 미스유리에 - 킹 하데스의 명령을 받으며 류를 감독하는 관리자이자 가정교사. 성우는 노다 준코 / 주자영
- 미스카오리 - 킹 하데스의 명령을 받고있는 말단 부하. DDS 교수진을 위협하였던 적이 있다. 성우는 모로타 카오루 / 정유미

### DDS교수진
- 단모리히코 - DDS 탐정학원의 원장으로 DDS 탐정학원 설립자이기도 하다. 다리가 불편해서 휠체어를 타고 있으며 일본 최고의 명탐정으로 불리었고 Q클래스에 소속인 렌죠큐의 아버지인 렌죠사토루를 가르쳤던 스승이기도 하고 A클래스 소속인 유키히라사쿠라코의 친척이기도 하다. 젊은시절에는 경시청 형사로 활약했던 적이 있었으며 경찰직을 사임한 후 렌죠 사토루와 함께 DDS 탐정학원을 설립하여 후학 양성에 나선다. 성우는 타나카 히데유키 / 유강진
- 가타기리시노- 단 모리히코의 수행 여비서이자 DDS 학원의 교수. 휠체어를 타고있는 단 모리히코의 수족 역할을 해주고 있으며 단 모리히코의 제자이기도 하다. 가라데와 유도 단증을 가지고 있으며 단을 존경하며 따르고있다. 성우는 히사카와 아야 / 김나연
- 나나미코타로 - DDS 학원의 교수이자 탐정. 단 모리히코의 명령을 받고 탐정수행을 하고 있으며 변신술이 주특기로 변신에 능한 편이다. 성격이 유별나지만 무거운 입장에서는 진지해보일 때가 있다. 단이 병원에 입원하였을 때는 시노의 부탁으로 단을 대신하여 DDS 학원장 직무대리를 맡았으며 프리미엄 편에서는 단이 사망한 이후 그의 뒤를 이어서 DDS 신임 원장이 되었다. 성우는 미키 신이치로 / 최재호
- 혼고타츠미 - DDS 학원의 교수이자 탐정. DDS 1기생으로 전투경험이 있어서 몸에 흉터자국이 많은 편이다. 엄하고 무서운 성격이라 학생들에게도 무겁게 느껴지는 편으로 나나미와도 언쟁을 벌일 때가 있으며 단이 쓰러졌을 때 공백위기를 걱정하는 나나미를 질책하며 그에게 용기를 북돋아주기도 하였다. 성우는 야나다 키요유키 / 시영준

### Q클래스학생(A 클래스의 라이벌, 명왕성의 라이벌-리더인렌죠큐와 서브리더인아마쿠사류)겸리더인렌죠큐와킨타의가족
- 렌죠미즈에(직업:렌죠큐의생모이자렌죠사토루의부인/남편:렌죠사토루/아들:렌죠큐) - 명왕성에 의해 남편이 살해되면서 아들인 큐마저 아버지를 동경하며 탐정지망생이 되겠다고 하자 극구 반대한 적이 있다. 그러나 아들의 탐정에 대한 열정을 막지못하고 아들을 도와주는 역할을 해주고 있다. 사실 아들이 탐정이 될 수 없도록 남편의 존재와 행적을 그 동안 숨겨왔으며 남편인 렌죠 사토루도 가족들에게 위험을 끼치지 않으려고 자신을 없는 사람으로 삼았으며 성씨도 어머니 성씨를 따랐다가 나중에 가서야 남편 성으로 쓰게 되었다. 성우는 카메이 요시코 / 이희수
- 렌죠사토루(아들인렌죠큐가동경하던탐정/직업:단모리히코의제자겸조수겸오른팔겸탐정/아내:렌죠미즈에/아들:렌죠큐) - 한때 괴한에게 납치되었던 어린아들인 큐를 구한 적이 있으며 명왕성 집단에 의해 살해되었다. 사실은 큐의 친부로 알려졌는데 아내인 큐의 어머니가 남편이 명왕성에 의해 살해되자 아들마저 아버지의 전적을 이어가지 못하도록 아버지의 존재를 숨겨왔던 것이었다. 또 사토루 본인이 가족들에게 위험을 끼치지 않으려고 자신의 존재를 숨겨왔던 것이다. 성우는 세키 토시히코 / 이주창
- 렌죠큐(리더/고1/자신의아버지인렌죠사토루를동경하고있다/어머니:렌죠미즈에/아버지:렌죠사토루/친구:아마쿠사류/파트너:아마쿠사류/연인:미나미메구미) - 본작의 주인공이자 고1 학생으로 어머니와 단둘이 살고있다. 어린시절 괴한에게 납치되었을 때 탐정 이자 자신의 아버지인 렌죠 사투루에 의해 구조된 것을 계기로 자신의 아버지인 그를 동경하며 탐정이 되기를 꿈꾸면서 단 모리히코가 원장으로 있는 DDS에 입학하여 Q클래스의 리더로 활동하고 있으며 프리미엄 편에서도 Q 클래스의 리더로 활약한다. 멤버중에서는 유일하게 아픈상처를 가지고 있다. 자신의 친구인 류에게는 상처를 들킨다. 현재는 멤버중에서는 류와 친하다. 현재는 자신의 아버지를 목표로 하고 탐정일을 하고 있다. 성우는 오가타 메구미 / 양정화
- 아마쿠사류(서브리더/고1/친구:렌죠큐/파트너:렌죠큐) - DDS에 입학하게 되었던 14세의 소년. 큐와 동갑이며 같은 고1 학생으로 수려하고 잘생긴 외모와 헤어스타일로 여심을 사로잡는듯한 면모를 보인다. 사실은 단 모리히코의 라이벌인 명왕성의 수장 킹 하데스의 친손으로 메구미와는 어렸을 적부터 지내왔던 사이였으나 킹 하데스가 메구미의 기억을 지워버렸기 때문에 자신 또한 메구미와의 어린시절을 기억하지 못한다. 그의 본래 임무는 할아버지인 킹 하데스의 밀명하에 그의 적인 단 모리히코를 와해시키기 위해 탐정지망생으로 위장하여 밀파된 것이었다. 하지만 자신을 이해해주는 큐와 친구들을 보면서 개과천선하게 된다. 프리미엄에서 고등학생이 된 이후에도 큐, 메구미와 함께 Q클래스 일원으로 활동한다. 큐의 아픈상처를 알고있는 유일한 인물이기도 하다. Q 클래스의 서브리더로 활동중이다. 프리미엄 편에서도 서브리더로 활동중이다. 현재는 멤버중에서는 큐와 친하다. 성우는 토치카 코이치 / 김승준
- 토오야마킨자부로 - 킨타의 부친으로 경찰 경시청 경시장이며 단 모리히코를 존경하고 있다. 아들이 단의 속을 썩히지 않도록 바라고있다. 성우는 아오야마 유타카 / 김기흥
- 토오야마킨타로(최연장자/고3) - DDS에 입학하게 되었던 18세의 소년. 큐, 류, 메구미와는 4살 차이이며(큐와 류와 메구미는 14세, 프리미엄에서는 고등학생으로 변경) 고3 학생이다. 통칭은 '킨타'. 토오야마 킨씨의 후예이기도 하며 실눈을 하고있다. 성우는 이시카와 히데오 / 김정은
- 나루사와카즈마(최연소/중1/천재/지식인) - DDS에 입학하게 된 중학생 소년. 멤버 중에서 최연소이며 나이가 큐와 메구미, 킨타보다 한참 어리지만 게임을 즐기는 성격이라 두뇌가 명석하고 컴퓨터와 정보통신의 기술능력과 지식을 가지고 있는 신동이기도 하다. 프리미엄 편에서는 중학생이 되어서 키가 큰 청소년이 되었다. 성우는 카와카미 토모코 / 정선혜
- 미나미메구미(고1/연인:렌죠큐) - 큐와 류와 같은 고1 여학생이자 트윈 테일 스타일의 소녀. 한 번 기억하는 것은 절대 잊지 않는 능력의 소유자로 큐가 돈다발 절도범으로 오해를 사게 되었을 때 이를 기억하고 분석하며 오해를 풀어주게 된 계기로 큐와 인연을 맺으며 DDS에 입학한다. Q클래스의 홍일점으로 기억능력을 통해서 활약을 한다. 손위로 언니가 있다. 애칭은 '메구'. 성우는 쿠와시마 호코 / 여민정

## 같이 보기
- 명탐정 코난
- 소년탐정 김전일
- 탐정학원 Q (드라마)